# Stefano Amato (scrittore)
Stefano Amato (Siracusa, 1977) è uno scrittore e traduttore italiano.

## Biografia
È nato nel 1977 a Siracusa, dove vive. 
Ha pubblicato racconti su Linus, Maltese Narrazioni, Colla, Doppiozero e collaborato con La Repubblica e Fernandel.
Ha curato il blog "L'apprendista libraio", in cui ha raccolto le improbabili domande che gli sono state fatte dai clienti quando faceva il libraio.
È il fondatore della rivista letteraria “A4” (aquattro.org). 

## Opere letterarie

### Romanzi
- Soggetti del verbo perdere, Milano, Verbavolant, 2006 ISBN 8807041022
- Sirene di Rotterdam (o di come ho sbaragliato i miei miti in XXIV round), Milano, Transeuropa, 2009, ISBN 8875800677[6]
- Il 49º Stato, Milano, Feltrinelli, 2015, ISBN 8807041022
- Bastaddi, Milano, Marcos y Marcos, 2015, ISBN 8871687116[7]
- Archimede di Siracusa, Milano, LetteraVentidue, 2017, ISBN 8862422350[2][8]
- L'inarrestabile ascesa di Turi Capodicasa, Milano, Hacca, 2018, ISBN 978-8898983346
- Davide e il mistero Qwerty, Milano, Verbavolant, 2018, ISBN 8899931224; romanzo per ragazzi vincitore del premio Il gigante delle Langhe[9]
- Vedrai, vedrai, Milano, Giunti, 2019, ISBN 8809858441[10]
- con Annamaria Piccione, La città delle meraviglie, Milano, Splen, 2019, ISBN 8899268703
- La duchessa di Palermo, un libro della serie “La Banda dei 999”, Ubik, 2019
- Stupidistan, Milano, Marcos y Marcos, 2020, ISBN 978-8871689890
- Taddeo in rivolta, Milano, Marcos y Marcos, 2022, ISBN 978-8892940567
- Alla ricerca della chiave algebrica, Splen, 2022, ISBN 978-8899268947

### Altre opere
- con Fabio Genovesi, Guida letteraria alla sopravvivenza in tempo di crisi, Massa, Transeuropa, 2009
- Avete il gabbiano Jonathan Listerine? (e altri incontri ravvicinati in una libreria di provincia), Milano, Bibliografica, 2013, ISBN 8870757498